# Stefaniwein
Stefaniwein ist eine österreichische Bezeichnung für einen Wein, dessen Trauben am 26. Dezember, dem Gedenktag des Heiligen Stephanus, gelesen wurden. Üblicherweise handelt es sich um Eisweine oder Trockenbeerenauslesen.